# Kostuum

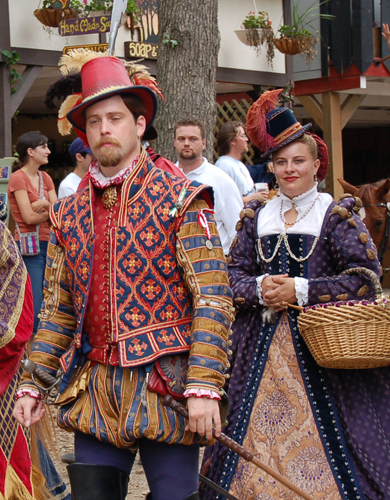
Dame en heer in renaissancekostuum

Een kostuum is een vorm van kleding die bij een bepaalde groep, klasse, gelegenheid of periode uit de geschiedenis hoort. Voorbeelden zijn gewaden van geestelijken en koningen, academische toga's en theatrale kleding. Kostuums worden ook gebruikt voor allerlei feesten en verkleedpartijtjes, zoals ter gelegenheid van een gemaskerd bal, carnaval en Halloween.
Onder 'kostuum' wordt ook wel een net pak verstaan.